# District Presnenski
Het district Presnenski (Russisch: Пресненский район; Presnenski rajon), meestal Presnja (Пресня) genoemd, is een district van de Centrale Bestuurlijke Okroeg van de Russische hoofdstad Moskou. Het werd in 1991 geformeerd uit het district Krasnopresnenski en telde in 2002 ruim 116.000 inwoners. Ooit was het een van de best ontwikkelde industriegebieden van de stad, maar momenteel probeert het Moskouse stadsbestuur (mede vanwege de bouw van Moscow City) met gericht beleid de industrie te verdrijven uit het stadscentrum en daarbij met name uit Presnja.

## Gebouwen
In het district bevinden zich de Dierentuin van Moskou, het Witte Huis, het Woongebebouw aan het Koedrinskajaplein (een van de Zeven Zusters), het Centrum voor Internationale Handel, het woongebied Patriarchvijvers, de Vagankovo-begraafplaats en het in aanbouw zijnde zakendistrict Moscow City. Het is het grootste district van de okroeg en bestaat uit een mengeling van rijke woonbuurten, bestuurlijke en industriële buurten.

## Geschiedenis
De onderstaande paragraaf is grotendeels gebaseerd op het boek Из истории московских улиц (geschiedenis van de straten van Moskou) van P.V. Sytin (1949). De naam Presnja (bijvoeglijk: Presnenski) is afkomstig van de rivier de Presnja die nu ondergronds is gekanaliseerd en de Moskva instroomt direct ten westen van het Russische Witte Huis. In de 17e eeuw werden een aantal vijvers in de toen nog bovengronds stromende rivier aangelegd, waarvan de Patriarchvijvers en de Moskouse dierentuinvijver zijn overgebleven. Ongeveer twee kilometer ten westen van de Presnja liep vroeger nog een naamloze rivier of beek in noord-zuidrichting, die nu vier vijvers vult, die het oude deel van het district Presnenski scheidt van het Expocentrum en Moscow City. Deze naamloze rivier wordt vaak verward met de koudwaterbron Stoedenets, die uitstroomt in een van deze vijvers en haar naam geeft aan de Stoedenetsvilla en het Stoedenetspark.
De huidige straat oelitsa Krasnaja Presnja vormt onderdeel van een historische weg die Moskou vanaf de 12e eeuw verbond met Novgorod via Volokolamsk. In de 17e eeuw werden de landerijen ten zuiden van deze weg beheerd door het hof van Patriarch Joachim en de landen ten noorden ervan behoorden toen toe aan de nederzetting Voskresenskoje, dat was gebouwd door tsaar Fjodor III. Dit koninklijke dorp had een eigen dierentuin; een verre voorvader van de huidige Dierentuin van Moskou. Peter de Grote, Fjodors broer en medeheerser, kwam hier vaak. In 1729 werd Voskresenskoje eigendom van Vachtang VI van Kartli, een afgezette Georgische koning in ballingschap. De herinneringen aan Vachtang en zijn hof leven voort in de naam Groezinskaja (Georgische) straat, maar de Georgische gemeenschap trok weg in de 19e eeuw. In dezelfde periode ontstond er een grote Armeense gemeenschap, die er tot op heden woont. De Armeense begraafplaats bevindt zich naast de Russisch-orthodoxe Vagankovo-begraafplaats.
Tegen 1787 bevonden zich vier vijvers, een houten brug, twee dammen en een watermolen in het gebied. In 1805 werd er een stenen brug aangelegd. Het Stoedenetsgebied vormde een populaire plek voor picknicks. In 1798 werd de bekende textielfabriek Trechgornaja gebouwd. Het amusementsgebied verplaatste zich toen naar het oosten, dichter naar de Presnjarivier en de bestuurder van het Kremlin, Valoejev, deed een poging om de vieze oevers van de Presnja om te toveren naar een promenade voor de hogere klasse, maar dit was van korte duur.
Het amusement verplaatste zich naar het Stoedenetspark en in 1864 werd de Dierentuin van Moskou geopend. Het district zelf veranderde echter in een industriegebied met dichtbebouwde arbeidersbuurten. In december 1905 werd het hele district overgenomen door revolutionaire milities, waarop overheidstroepen artillerie in stelling moesten brengen om de opstand te onderdrukken. In november 1917 waren het opnieuw de arbeiders uit Presnja die de buurt overnamen.
In de jaren '20 werden de gebouwen langs de straten in het centrale deel van het district gesaneerd en vervangen door arbeidersflats van vijf tot zes verdiepingen, maar het grootste deel van het district bleef echter bestaan uit houten laagbouw. De Stalinistische bouwprojecten concentreerden zich op de Tuinring, waarbij de arbeidersbuurten ten oosten ervan buiten beschouwing werden gelaten. Onder Brezjnev verrezen grote bestuursgebouwen in het district zoals het Russische Witte Huis (1975-1981), het Comecon-gebouw (1964-1968) en het Centrum voor Internationale Handel (1977-1981), alsook een groot aantal monotone appartementenflats.
In 1992 werden de eerste plannen gemaakt om een deel van het district te veranderen in een groot zakendistrict genaamd Moscow City. Na de Roebelcrisis van 1998 werden de werkzaamheden voortgezet. Tegelijkertijd werden (en worden) industriële gebouwen gesloopt en vervangen door kantorenflats van wisselende kwaliteit. Presnenski had lange tijd een tramnetwerk, maar nadat dit in de jaren 50 en in 1973 al sterk was ingeperkt werd dit uiteindelijk tussen 2000 en 2004 geheel ontmanteld.

## Bedrijven
In het district bevinden zich een aantal grote bedrijven:
- Trjochornaja-manufakturen - een van de oudste textielfabrieken van Rusland (1799). Momenteel wordt de fabriek overgeplaatst naar een andere locatie. De fabriek bevindt zich in het blok tussen de straat Rotsjdelskaja oelitsa en de Krasnopresnenskaja-kade.
- TETs-7 - een kleine warmtekoppelingscentrale die onderdeel vormt van TETs-12 en zich naast de textielfabriek bevindt.
- machinefabriek Krasnaja Pesnja - werd in 1884 gesticht
- Zolotovfabriek - broodfabriek uit 1931. In 2007 werd een deel van de fabriek door brand verwoest
- machinefabriek Presnenski - producten voor de defensie-industrie en textielindustrie

## Vervoer
In het district bevinden zich vijf metrostations (Barrikadnaja, Krasnopresnenskaja, Oelitsa 1905 Goda, Vystavotsjnaja en Mezjdoenarodnaja) en twee treinstations (Begovaja en Testovskaja). Verder rijden er vier buslijnen (4, 12, 69 en 152) en twee trolleybuslijnen (18 en 54).

## Trivia
Het district vormt de thuisbasis van voetbalclub FK Presnja Moskou.